# El Relicario
El Relicario è un pasodoble composto da José Padilla nel 1914, con testo scritto da Armando Oliveros e José María Castellví, redattori del giornale di Barcellona El Liberal. Il pezzo è stato dedicato al suo amico José Pérez de Rozas.
Il brano è stato presentato in anteprima al Teatro Eldorado nel settembre del 1914 Barcellona interpretato da Mary Focela senza però ottenere alcun successo, nonostante l'avesse cantato ogni giorno per un mese intero.
In seguito l'opera fu proposta ancora una volta nello stesso teatro, ma interpretata da Raquel Meller, che dopo aver analizzato il testo e la musica ha notato una certa contraddizione: la musica era allegra, ma il testo era invece triste. Decise così di cambiare l'abbigliamento sul palco, indossando un ampio mantello nero, e chiese all'orchestra di suonare con minore intensità. Raquel variò anche la forma della canzone, dal momento che il secondo verso, invece di cantarlo, venne recitato sulla musica. La scena era sconosciuta fino ad allora, quindi fu un grande successo, essendo costretta a ripetere il pezzo più volte.
Raquel Meller ha interpretato El Relicario a Palazzo Trianon (oggi Teatro Alcazar) a Madrid, al Teatro Olympia di Parigi e il Teatro Ippodromo (Hipodrome Theatre) di Londra nel 1920. A Parigi la canzone è stata un tale successo vennero vendute 110.000 edizioni e venne creata una moda ispirata ai personaggi sul palco di El Relicario.

## Curiosità
Il pezzo è stato anche presentato al cinema nel film del 1986 Ginger e Fred, diretto da Federico Fellini.